# Willebroekse Sportvereniging

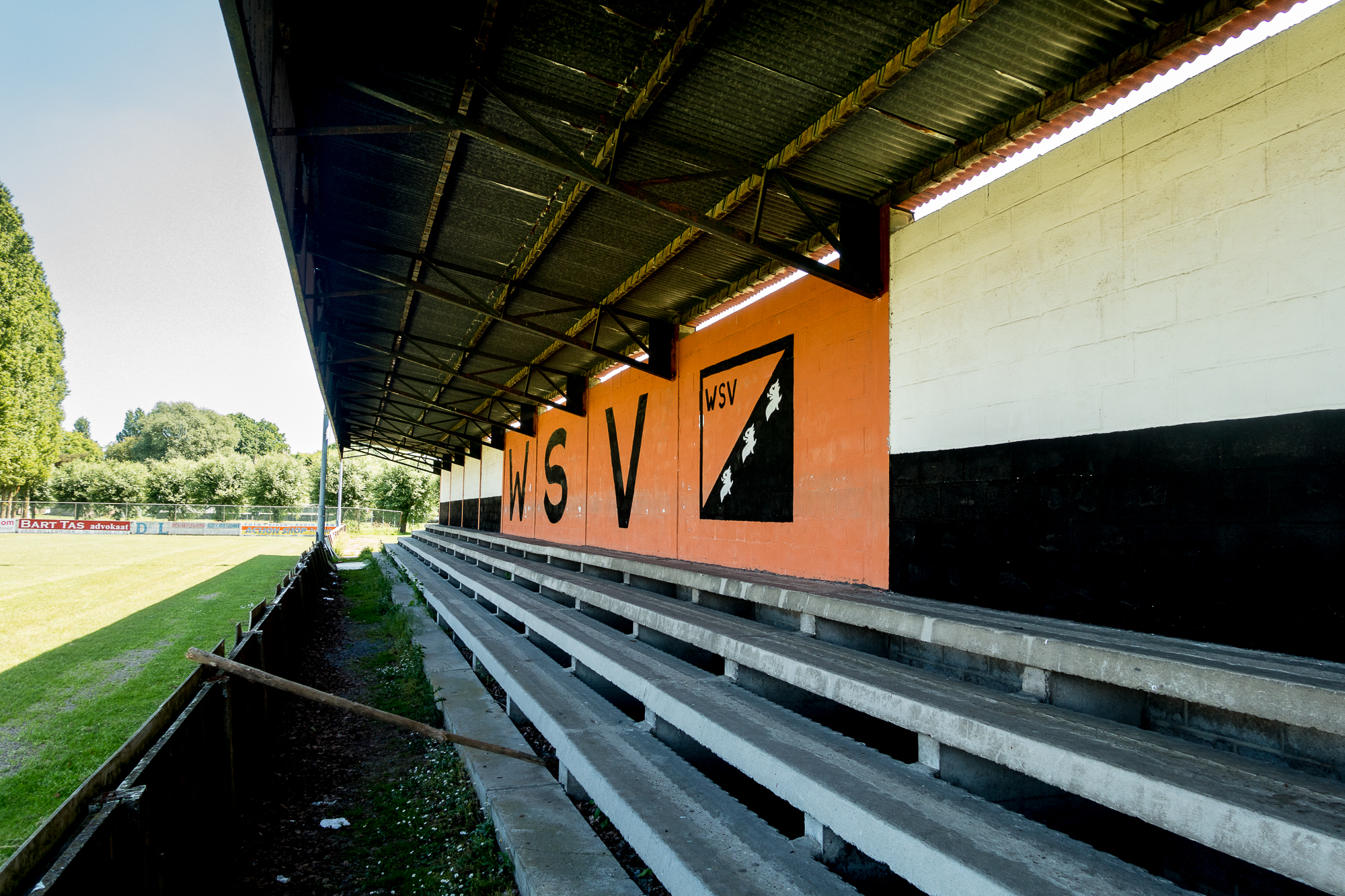
Stadion Willebroekse SV.

Willebroekse Sportvereniging was een Belgische voetbalclub uit Willebroek. De club was aangesloten bij de KBVB met stamnummer 9574 en had oranje en zwart als kleuren.

## Voorgeschiedenis
Na de Eerste Wereldoorlog was in Willebroek voetbalclub Willebroekse SV ontstaan. De club was aangesloten bij de KBVB met stamnummer 85 en speelde vanaf de jaren 1930 meestal in de nationale reeksen. In de jaren 1960 draaide de club zelfs twee seizoenen mee in Tweede Klasse. De club bleef een vaste waarde op nationaal niveau, tot men in de jaren 1990 enkele malen degradeerde naar de eerste provinciale afdeling van Antwerpen. 
Op het einde van de 20ste eeuw speelde Willebroekse SV opnieuw in Vierde Klasse. In 2000 besloot men een fusie aan te gaan met de jongere provinciale club FC Meerhof. Dit leidde tot de oprichting van KVC Willebroek-Meerhof (kort KVCWM). De fusieclub kon zich de volgende jaren in de nationale reeksen handhaven. KVCWM promoveerde zelfs naar Derde Klasse. In 2010 zakte de door financiële problemen geteisterde club terug naar Vierde Klasse. Het KVCWM-bestuur besliste dat jaar in vereffening te gaan en trok zich terug uit competitie. Dankzij een reddingsplan kon het forfait nog even afgewend worden, maar in het voorjaar van 2011 moest de clubwerking noodgedwongen stopgezet worden.

## Nieuwe start
Na het verdwijnen van KVCWM werd in 2011 een nieuwe club opgericht. Deze vereniging sloot zich aan bij de Belgische Voetbalbond als Willebroekse Sportvereniging (kort WSV) onder stamnummer 9574. Als clubkleuren opteerde men voor oranje en zwart, naar analogie met het verdwenen Willebroekse SV van voor de fusie uit 2000, alsook de gemeentekleuren. In het logo werden tevens de drie leeuwen van het Willebroekse wapenschild opgenomen. Vandaar dat het fanionelftal onder de supporters vandaag vaak met de bijnaam "leeuwen" wordt bedacht. 
Men trad niet langer aan in het oude vertrouwde sportstadion aan de Schalk. Als nieuwe stek koos men voor het jeugdcomplex van het voormalige KVCWM in de Breendonkstraat. Die accommodatie bood alle mogelijkheden voor een volwaardige voetbalclub.    
WSV ging van start in de provinciale reeksen op het allerlaagste niveau, Vierde Provinciale. Het eerste seizoen behaalde men een bescheiden eindresultaat. Doch vanaf het seizoen 2012/13 kreeg de club op sportief vlak de wind in de zeilen. Men finishte in 2013 reeds op de vierde plaats. In hetzelfde jaar werd gewezen eersteklasser en Zimbabwaans international Cephas Chimedza aangetrokken. Het seizoen 2013/14 sloot WSV af op de tweede plaats met 66 punten. In 2015 behaalde de club de titel in Vierde Provinciale met een punt minder dan het vorige seizoen.    
De eerste twee seizoenen in Derde Provinciale (2015/16 en 2016/17) eindigde WSV in de rechter kolom van het klassement.
Het daaropvolgende seizoen (2017/18) behaalde Willebroekse de titel in Derde Provinciale. 
In het seizoen 2018/19 trad de club aan in Tweede Provinciale. Na één seizoen degradeerde de club opnieuw naar Derde Provinciale.
Na het seizoen 2023/24, waarin Willebroek laatste eindigde in 2e Provinciale, werd beslist volgend seizoen geen nieuwe A-ploeg meer op te stellen. 
In 2024 werd besloten om de activiteiten van de club te stoppen.

## Resultaten
| Seizoen | Klasse | Klasse | Klasse | Klasse | Klasse | Klasse | Klasse | Klasse | Reeks                | Punten | Opmerkingen                                       |
|         | I      | II     | III    | IV     | P.I    | P.II   | P.III  | P.IV   |                      |        |                                                   |
| ------- | ------ | ------ | ------ | ------ | ------ | ------ | ------ | ------ | -------------------- | ------ | ------------------------------------------------- |
| 2011/12 |        |        |        |        |        |        |        | 15     | Vierde Prov. Antw.   | 26     |                                                   |
| 2012/13 |        |        |        |        |        |        |        | 4      | Vierde Prov. Antw.   | 53     |                                                   |
| 2013/14 |        |        |        |        |        |        |        | 2      | Vierde Prov. Antw.   | 66     |                                                   |
| 2014/15 |        |        |        |        |        |        |        | 1      | Vierde Prov. Antw.   | 65     | Promotie naar Derde Provinciale - Antwerpen       |
| 2015/16 |        |        |        |        |        |        | 9      |        | Derde Prov. Antw.    | 37     |                                                   |
| 2016/17 |        |        |        |        |        |        | 11     |        | Derde Prov. Antw.    | 33     |                                                   |
| 2017/18 |        |        |        |        |        |        | 1      |        | Derde Prov. Antw.    | 60     | Promotie naar Tweede Provinciale - Antwerpen      |
| 2018/19 |        |        |        |        |        | 16     |        |        | Tweede Prov. Antw.   | 27     | Degradatie naar Derde Provinciale - Antwerpen     |
| 2019/20 |        |        |        |        |        |        | 9      |        | Derde Prov. Antw.    | 39     | Competitie stopgezet na speeldag 26 door COVID-19 |
| 2020/21 |        |        |        |        |        |        | -      |        | Derde Prov. Antw.    | -      | Geen competitie door COVID-19                     |
| 2021/22 |        |        |        |        |        |        | 4      |        | Derde Prov. B Antw.  | 54     | Promotie                                          |
| 2022/23 |        |        |        |        |        | 14     |        |        | Tweede Prov. A Antw. | 19     |                                                   |
| 2023/24 |        |        |        |        |        | 16     |        |        | Tweede Prov. A Antw. | 13     | Degradatie. Laatste seizoen.                      |